# 大日本殺し屋伝
大日本殺し屋伝 (だいにっぽんころしやでん), は、野口晴康監督による1965年の日本のアクションコメディ映画で、花登筺による小説に基づいています。花登筐原作、『東京は恋する』の才賀明監督と野口晴康監督が共同脚色、『秩父水滸伝』の野呂晴康監督がメガホンをとった「大日本喜劇」シリーズ第4弾。 ：必殺剣』。 。撮影は『悪太郎伝 悪い星の下でも』の永塚一栄。

## ストーリー
暗殺者の街として知られるその街で、街を牛耳る五光会の組長・佐々木がスペードのエースのカードとともに射殺された。残りの井川、岸田、桜田、雲井の４人はパニックに陥り、すぐにヒットマンプロダクションの社長からヒットマンに護衛を命じた。上司の須藤を殺された彼らは、ジョーこと須藤承太郎に復讐の標的にされる。厳格なテストの結果、大日本の主な殺人者は、爆発物を詰めたそろばんを使う仙波のこんまつ、詩人のハイネのマキ、装填された銃でバットを振るONのケイン、そして最後の打撃を与えるONのケインです。手裏剣と包丁。板前として働くタツと、水爆のようにパチンコを使う殺し屋紳士チビを中心とした10人は、足の裏にホクロのあるジョーを探しに街へ繰り出す。
次の町では、安西親分が刺客の動きを察知し、二人は本格的な趙と漢を駆使してクンソンを襲撃するが、たまたま彼らを倒したのはクンサツとその弟だった。修理工の次郎だった。一方、マキは元カノのミヨにそっくりな女性・エミにバーに連れて行かれる。恵美は安斎の娘で、毒殺を専門とする医学の専門家である女暗殺者。安西はマドロスのジン006、国貞の重治、ポケットのモンキーという4人の新たな刺客を雇った。スペードのジョーからの決闘で、マキ、キョウチョ、コンマツ、チビ、ONはマドロス、国貞、006、ポケットと対決し、負けたマドロス組は町から逃走した。紺松の必死の捜索にもかかわらずジョーは現れず、五光会のメンバーは雲井だけとなった。しかし、ついに真実が明らかになりました。雲井はボスの利益を独り占めするため、安斎と共謀してジョーの名を利用しジョーを殺害した。しかし、本物のジョーこと次郎は激怒し、雲井を呼び出して射殺した。悪者に利用されたことに怒った刺客たちはジローに味方し、安斎一族を打ち破った。自首する次郎を残して、殺人犯たちは新たな仕事を求めて電車に乗り込む。しかし。これが自分たちを刑務所へ連れて行く列車だったとは誰も知りませんでした...

## キャスト
- 次郎（スペードのジョー）: 宍戸錠
- センバの松 : 大村崑
- 国定の重治 : 由利徹
- ポケットのモンキー : 佐山俊二
- マドロスの銀 : 佐々十郎
- 忍びの寛太 : 藤山寛美（新喜劇）
- チエ、美代（二役）: 山本陽子
- チビ : 白木みのる
- ONのカネ: 平凡太郎
- 包丁の辰 : 人見きよし
- 006 : E・H・エリック
- 上方の丁: 夢路いとし
- 上方の半 : 喜味こいし
- 雲井 : 高品格
- イノ : 郷鍈治
- ハイネの牧 : 土方弘
- チヨコ : 左とん平
- サブ : 川上のぼる
- 六 : 海野かつを
- プロダクションの女 : 若水ヤエ子
- 岸田 : 弘松三郎
- 安西 : 松本染升
- 桜田 : 河野弘
- 陳 : 長弘
- 井川 : 衣笠真寿男
- 代々木 : 長尾敏之助
- 龍 : 島村謙二
- ゴン : 八代康二
- エンマ : 村上和也
- 鉄 : 本目雅昭
- 野球のスカウトマン : 神山勝. 緑川宏, 二木草之助. 露木護. 押見史郎
- 道修町の薬問屋の番頭 : 峰三平
- バー“ジョーカー”の向かいの喫茶店の主人 : 井東柳晴
- チンピラ : 水木京二
- 辰が板前だった頃の親方 : 玉井謙介
- 須藤（戦時中の雲井の上官) : 里実
- 社会科の教師 : 小柴隆
- 五光会の組員 : 晴海勇三. 瀬山孝司, 倉田栄三, 赤司健介, 吉田毅, 菅原義夫
- バー“ジョーカー”のホステス : 橘田良江
- セントラル娯楽センターのトルコ嬢 : 若葉めぐみ, 中庸子
- 庖丁の辰が駅まで送ろうとした老婆 : 鈴村益代
- 明美（安西の体を銭湯で洗う愛人）: 緒方葉子
- 安西の息子でイノの弟 : 桂小かん
- 技斗 : 渡井嘉久雄

## スタッフ
- 監督 : 野口晴康
- 脚本 : 花登筐 (原作), 才賀明
- 音楽 : 三保敬太郎
- 挿入歌 : ビクターレコード「大日本ゴッツイ伝」/ 作詩: 花登筐 / 作曲: 萩原哲晶 / 歌: 大村崑、由利徹、佐山俊二、佐々十郎、正司歌江、正司照江、正司花江（かしまし娘）
- 撮影 : 永塚一栄
- 照明 : 吉田協佐
- 録音 : 宮永晋
- 美術 : 中村公彦
- 編集: 辻井正則
- 助監督 : 鍛冶昇
- 製作主任 : 亀井欽一
- スクリプター : 堀北昌子
- 特殊技術 : 金田啓治
- 色彩計測 : 山下卓夫
- 現像 : 東洋現像所

## 併映作品
『悪太郎伝 悪い星の下でも』 
- 脚本 : 笠原良三 / 原作 : 今東光 / 監督：鈴木清順 / 主演：山内賢